# مئیر بارآشر
مئیر بارآشر (عبری: מאיר בר-אשר‎ ; متولد ۱۹۵۵) استاد اسلام‌شناسی در دانشگاه عبری اورشلیم و رئیس فعلی گروه زبان و ادبیات عربی در همان دانشگاه است. علایق پژوهشی او بر تفسیر قرآن، جوامع دینی در اسلام، به ویژه تشیع اثنی عشری و مذهب نصیری-علوی، و تعاملات مذهبی و تاریخی بین یهودیت و اسلام متمرکز است.